# Cratere Oliver
Oliver è un cratere sulla superficie di Giapeto.